# Endeis straughani
Endeis straughani är en havsspindelart som beskrevs av Clark, W.C. 1970. Endeis straughani ingår i släktet Endeis och familjen Endeididae. Inga underarter finns listade i Catalogue of Life.